# سمك نبع بردى
سمك نبع بردى: (الاسم العلمي: Pseudophoxinus Syriacus) وهي نوع من أنواع شعاعيات الزعانف من فصيلة الشبوطيات.
اعتبر نبع بردى موطناً لهذا النوع من الأسماك حيث كان مكانها الأصلي والوحيد. أدى التمدن بشكل كبير إلى تهديد النبع والكائنات المتواجدة فيه حيث دفع تجفيف المسطحات المائية بهذا النوع من الأسماك للتناقص بنسبة لا تقل عن 90% في الـ 2008. أعلن في الـ 2014 بأنها من المحتمل جداً أن تكون قد انقرضت. كانت تتواجد في سوريا ولبنان.